# Storosa obscura
Espèce
Storosa obscura est une espèce d'araignées aranéomorphes de la famille des Zodariidae.

## Distribution
Cette espèce est endémique d'Australie. Elle se rencontre au Queensland et en Nouvelle-Galles du Sud.

## Description
Le mâle holotype mesure 8,52 mm et la femelle paratype 9,70 mm, les mâles mesurent de 8,46 à 9,24 mm et les femelles de 9,24 à 11,66 mm.

## Publication originale
- Jocqué, 1991 : A generic revision of the spider family Zodariidae (Araneae). Bulletin of the American Museum of Natural History, no 201, p. 1-160 (texte intégral).